# Río Pucará
El río o arroyo Pucará es un curso de agua del departamento Lácar en la provincia del Neuquén, Argentina. Nace en la cordillera de los Andes, en proximidades del límite con Chile, y desemboca en la angostura que separa al lago Lácar del lago Nonthué. Forma parte de la cuenca alta del chileno río Valdivia.

## Curso
El río se origina en la cordillera limítrofe. A lo largo de su curso recibe las aguas de varios arroyos, entre ellos arroyo del Salto, por su margen derecha, y el río Nonthué en su margen izquierda. El Nonthué a su vez se origina en el lago Venados. En el tramo final, el río Pucará (en algunas fuentes este tramo denominado erróneamente como río Nonthué), es atravesado por un puente y termina desembocando en la angostura que separa los lagos Lácar y Nonthúe. Dicha angostura se formó en el Pleistoceno, producto del delta del río Pucará. Posteriormente las aguas de la cuenca desembocan en el océano Pacífico, a través del río Valdivia.

## Historia
Pucará, es un término de origen quechua que alude a fortificación.
A comienzos del siglo XX, Chile y Argentina, solicitaron un arbitraje del rey Eduardo VII del Reino Unido en un litigio que involucraba la determinación de los límites en la Patagonia. El soberano británico determinó, entre otros asuntos, ceder el área a Argentina. Chile respetó el acuerdo y desde entonces la zona del lago Lácar, Nonthué y alrededores está reconocidamente bajo jurisdicción argentina. Años posteriores, en la desembocadura del río se instalaron pobladores que comenzaron a explotar el bosque de la zona para obtener madera para la construcción.

## Turismo
Forma parte del parque nacional Lanín. Próximos a su desembocadura, un sendero, y un paraje con camping, proveeduría y seccional de guardaparque. Allí viven dos familias. También existe un jardín botánico creado en 1945, compuesto por diferentes especies de árboles.
En su desembocadura se permite practicar pesca deportiva. La devolución de los peces obligatoria.